# Личаки
Личаки́, рідше ла́пті, заст. керпці, ходаки́ (так могли звати й постоли) — взуття, плетене з кори дерев, поширене свого часу в північній і східній Європі. Личаки також використовували балтійські й фіно-угорські народи Російської імперії та Білорусі.
В Україні плетені личаки були відомі в смузі північно-східних районів, переважно на Поліссі.
Матеріалом для личаків слугували лико верби, липи, в'яза.
Слово лапоть, очевидно, не пов'язане з лапа: прасл. *lapъtь («взуття», «ганчірка») порівнюють з лит. lopute («взуття з мотузок») і припускають, що первісно воно мало значення «луб» (інший варіант — «онуча»). Утім, не виключається і зв'язок зі словом лапа.

## Історія
Згадка про лапті міститься в «Повісті временних літ», де Добриня каже князеві Володимиру: «Глянув на колодників, вони всі в чоботях. Ці данини нам не платитимуть, ходімо шукати лапотників» (староцерк.-слов. съглѧдахъ колодникъ . ѡже суть вси в сапозѣх̑  . симъ дани намъ не даӕти . поидемъ искатъ лапотниковъ).

## Плетіння
Плели личаки двома способами: скісним та прямим. Для України був поширений прямий спосіб плетіння. Личаки складалися з підошви та петель біля стопи. Плели їх на спеціальній прямокутній колодці. Щоб розсунути проплетені смуги для просилювання вільних кінців, використовувався плоский гачок на дерев'яному держалні (швайка, рос. свайка, кочедык, кочетык, кочеток, коточиг, коточик, кадач).
Крізь петлі протягувалася конопляна або личана мотузка (волока), яка й тримала личаки на нозі.
Оскільки личаки швидко зношувалися, то завжди був запас матеріалу для їхнього виготовлення. Носили їх поверх білих полотняних онуч, які намотувалися майже до колін.
Окрім лика, для плетеного взуття використовувалися інші матеріали (тонке пруття, старі мотузки, солома, берест); такі личаки мали інші назви: чуні (взуття з прядива, старого мотуззя), солом'яники (взуття з соломи).
Академік Петербурзької академії наук І. І. Лепьохін в кінці XVIII століття писав, що для виготовлення однієї пари личаків було потрібно два товсті або три-чотири дрібні липові стовбури, при цьому взимку чоловік зношував пару личаків за 10 днів, а влітку, бувало, і за 4 дні. У рік селянин зношував від 50 до 60 пар личаків. За розрахунками історика Л. В. Милова, на сім'ю в 4 людини іноді було потрібно до 150 пар лаптів (на суму близько 1,5—2,5 руб.). Селяни йшли на такі трудовитрати, бо необхідна грошова сума на купівлю шкіряного взуття була занадто велика. Щоб купити собі чоботи, селянин мав продати чверть зібраного хліба, а для дружини і дітей — ще дві чверті.
Найкращим матеріалом для личаків було липове лико, але на Півночі Росії за браком липи замість нього використовували розрізаний на смуги берест. Вербову кору застосовували для плетіння тільки в Поліссі.

## Інше
- «Личаками» називали бідняків.[2][3] Личак — символ бідності, злиднів, порівняно з чоботом личак уособлює низький соціальний стан[3].
- Інше значення слова личак — «мотузка з лик»[2].
- «Лапотником» радянські бійці під час німецько-радянської війни називали німецький пікіруючий бомбардувальник Junkers Ju 87 — за його колісні обтічники характерної форми, схожі на лапті[18].
- Існує російська народна казка «Пузир, соломинка й личак»[19], українська «Бульбашка, соломинка й личак»[20].

## Прислів'я, приказки, приповідки
- Як маєш кланятися лаптю, то лучче поклонись чоботу[3].
- Ламається, як московський лапоть[3].
- А постіл личака да й попереджав: ой коли ти постіл, то іззаду постій, ой коли ти личак, то попереду гоп-цак[3].

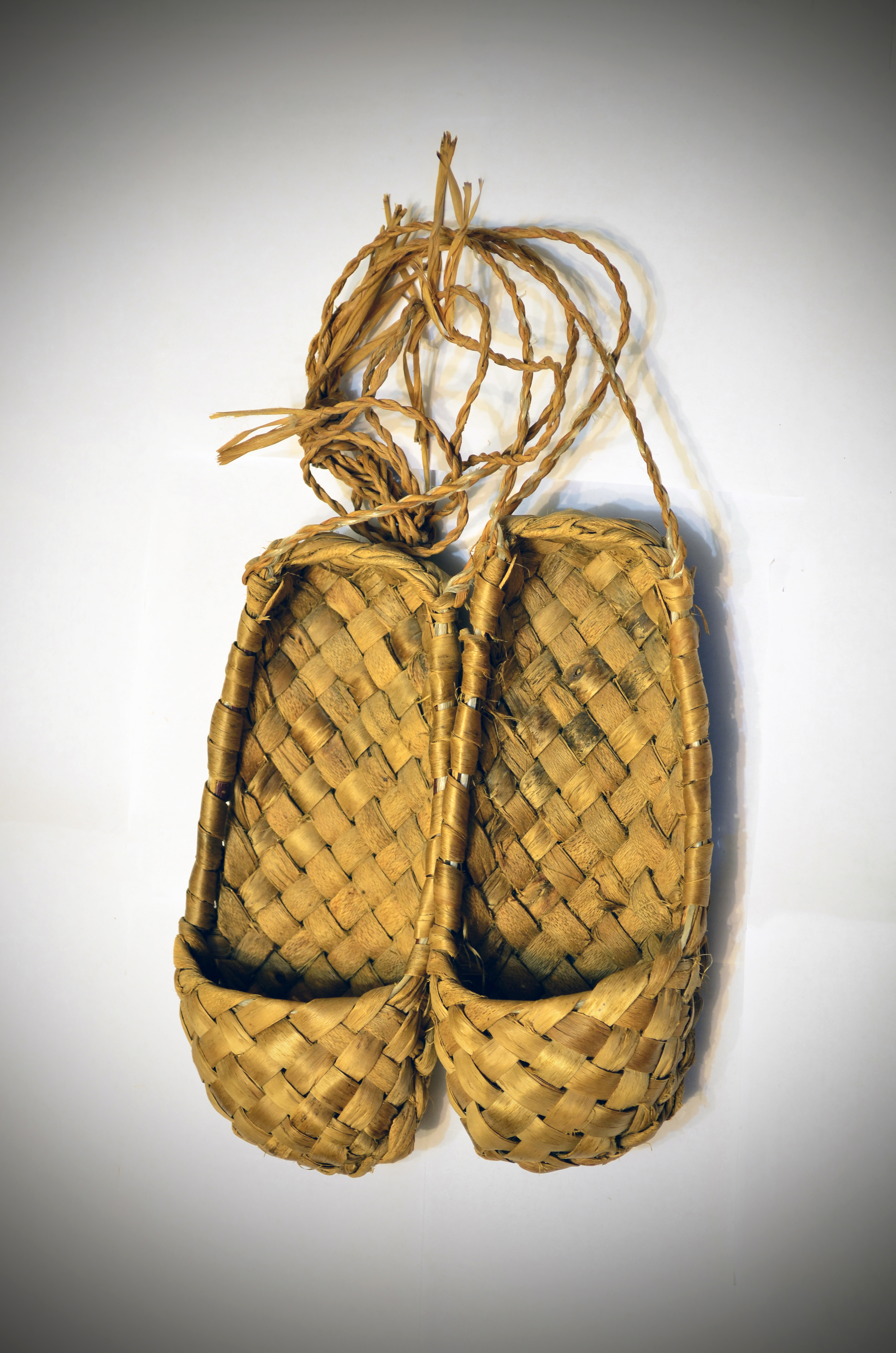
Російські лапті
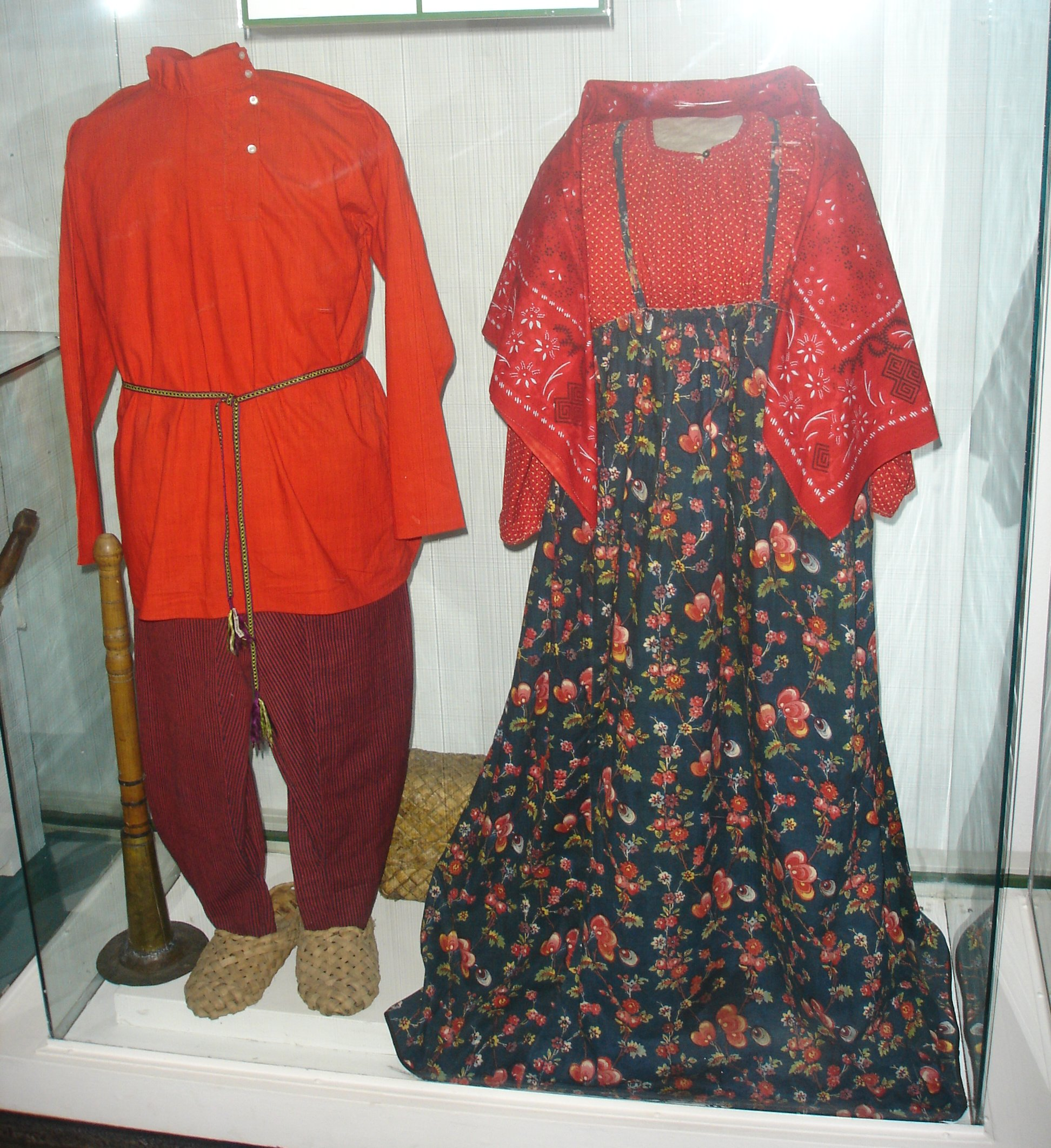
Російські традиційні чоловічий і жіночий костюми. Кінець XIX ст.
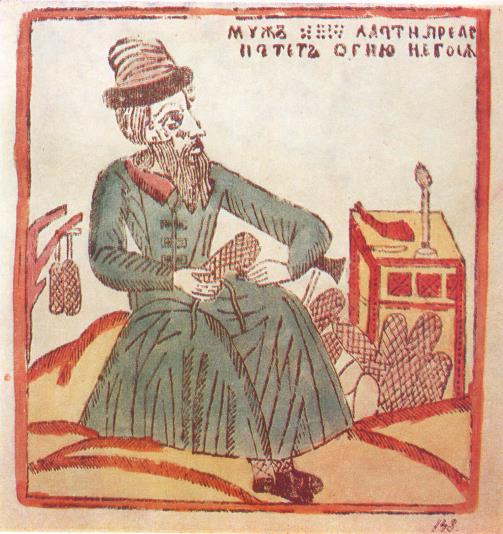
Мужик плете личаки. Російський лубок XVIII ст.
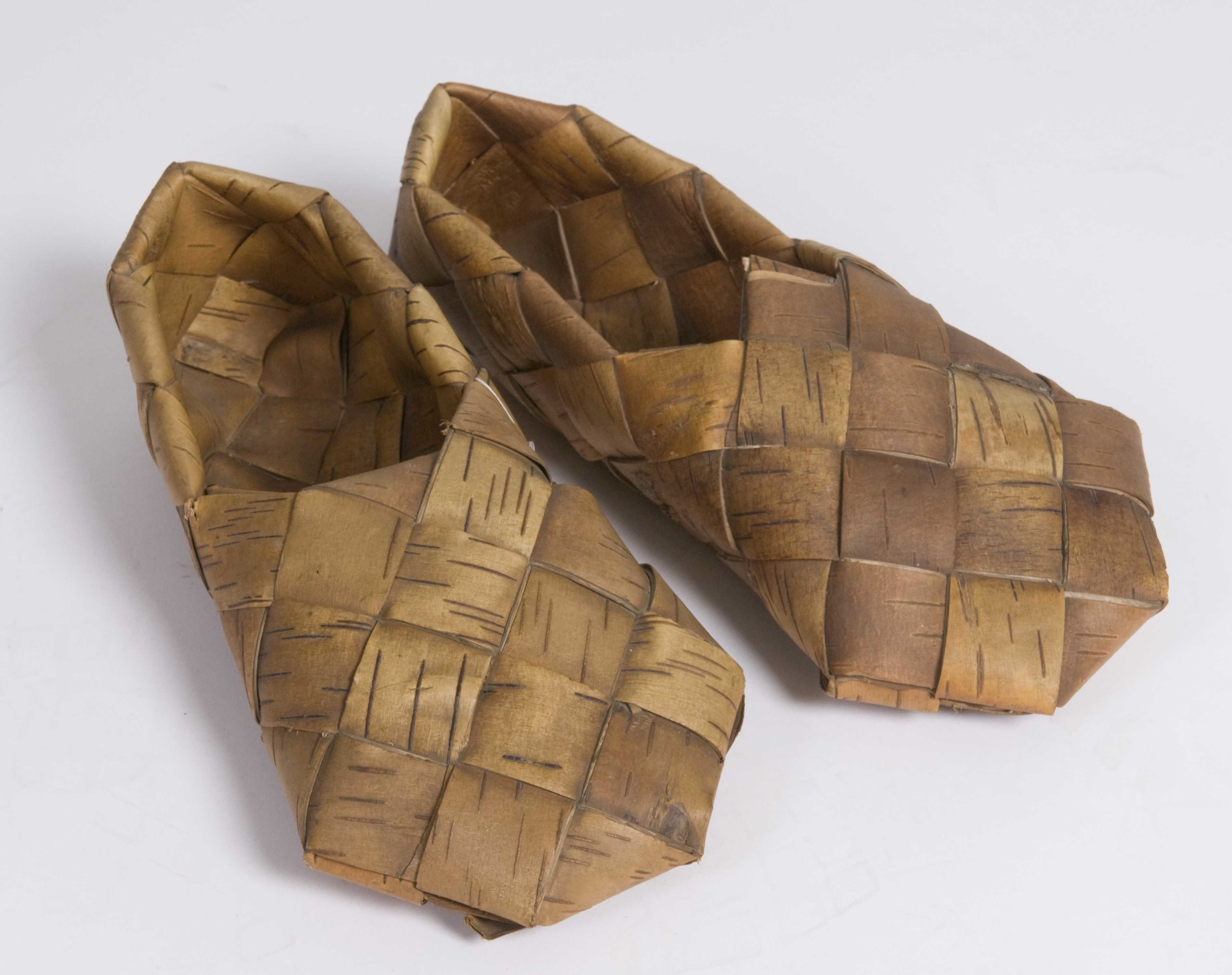
Норвезькі берестяні лапті
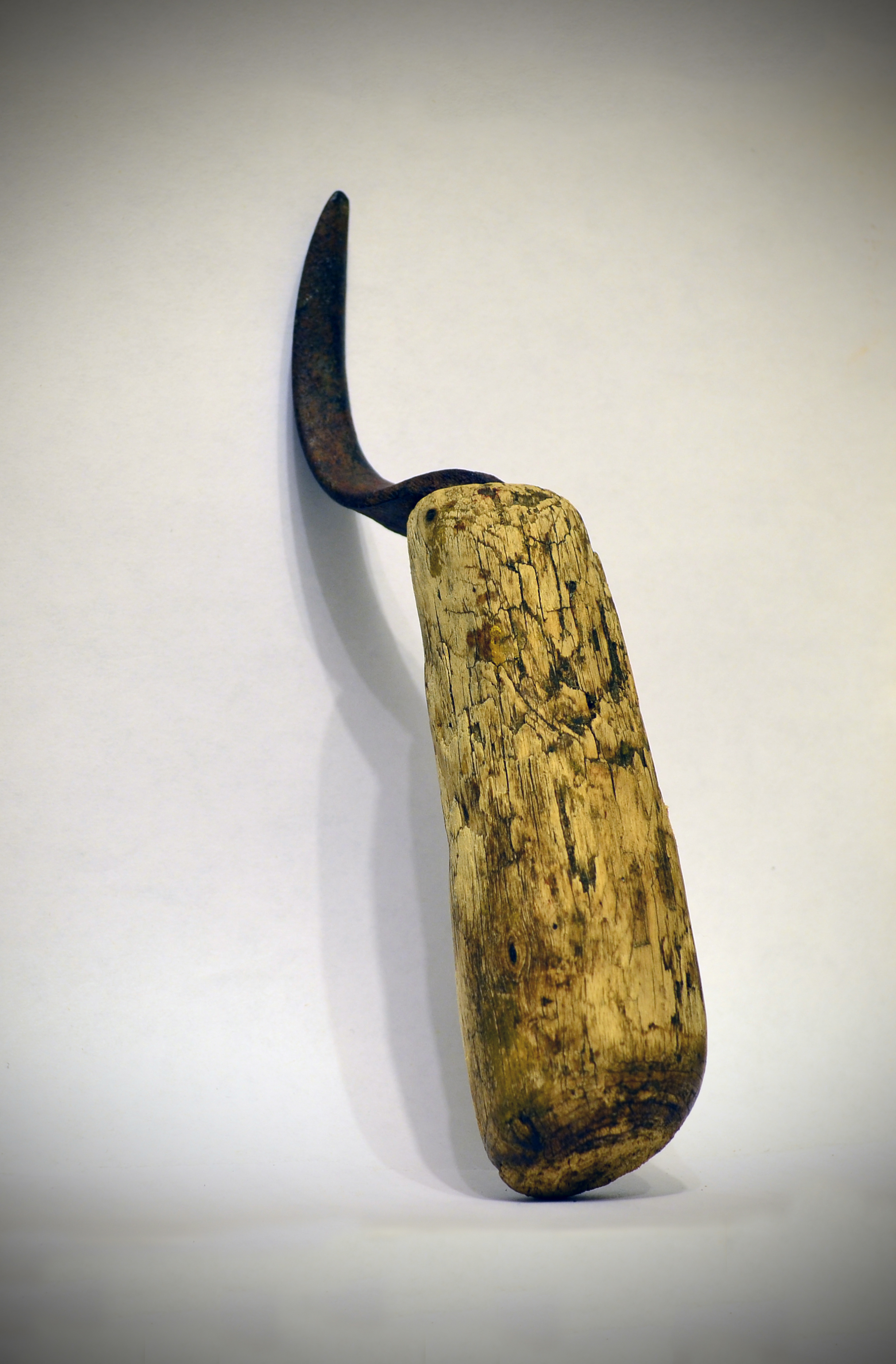
Швайка (рос. кочедык) для плетіння личаків. Росія, XIX ст.